# Ea
Ea (лат.) — род клопов из семейства древесных щитников. Эндемик Южной Америки (Аргентина, Чили).

## Описание
Длина тела около 1 см. От близких родов отличается следующими признаками: скутеллюм в форме идеального треугольника; отверстие ароматической железы широкое и овальное; параклипеи как у Lanopis, не выходят за передний край головы; 1-й усиковый сегмент чётко выступает за передний конец головы; рострум простирается примерно до середины задних тазиков. Антенны 5-члениковые. Лапки состоят из двух сегментов. Щитик треугольный и достигает середины брюшка, голени без шипов.
Питаются на растениях рода Нотофагус (Nothofagaceae).
- Ea australis Distant, 1911[7]
- Ea septentrionalis Carvajal, Faúndez & Rider, 2014[6]